# یوزف پرول
یوزف پرول (انگلیسی: Josef Pröll؛ زادهٔ ۱۴ سپتامبر ۱۹۶۸) یک سیاست‌مدار اهل اتریش است.